# Zeche Cleverbank
Die Zeche Cleverbank ist ein ehemaliges Steinkohlenbergwerk im  Hammertal in Wittener Ortsteil Buchholz-Kämpen. Die Zeche war im 18. Jahrhundert auch unter den Namen Zeche Clefferbank oder Zeche Cleffer Banck bekannt. Das Bergwerk wurde 1955 in Zeche Pleßbach umbenannt. Auf dem umbenannten Bergwerk wurden fünf Flöze abgebaut.

## Geschichte

### Die Anfänge
Die Verleihung des Längenfeldes erfolgte im Jahr 1727, die Vermessung der Berechtsame am 1. November 1739. Im Jahr 1755 wurde mit fünf Bergleuten der Betrieb aufgenommen. Von 1758 bis 1800 war das Bergwerk in Betrieb. Am 2. Mai 1739 wurde das vermessene Längenfeld verliehen. Im Jahr 1805 wurde an der Ruhr eine Kohlenniederlage eingerichtet. Der Transport erfolgte vom Stollenmundloch aus über einen 20 Lachter langen Schiebeweg. Zwischen 1810 und 1820 war das Bergwerk in Betrieb. Im Jahr 1824 wurden die restlichen Kohlenpfeiler abgebaut und im November desselben Jahres wurde der Betrieb eingestellt. Im April 1832 erneuter Nachleseabbau und am 31. August desselben Jahres erneute Stilllegung. Im Jahr 1907 erfolgte die Wiederinbetriebnahme über einen Stollen. Der Aufschluss des Baufeldes und die Bewetterung erfolgten über einen Hilfsbau der Zeche Gut Glück & Wrangel, die Berechtsame umfasste ein Längenfeld. Im Jahr 1909 war ein Wetterschacht in Betrieb, das Baufeld war 90 Meter streichend und 400 Meter querschlägig erschlossen. Durch den Bau der Kleinbahn Bossel–Blankenstein erhielt die Zeche um 1910 einen normalspurigen Gleisanschluss. 1911 wurde die Berechtsame von der Zeche Gut Glück & Wrangel erworben, es wurde eine Betriebsgemeinschaft gebildet.

### Die weiteren Jahre als Cleverbank
Im Jahr 1919 wurde die Bergrechtliche Gewerkschaft Taugenicht gegründet. Am 30. November 1925 wurde die Betriebsgemeinschaft mit der Zeche Gut Glück & Wrangel aufgelöst, da die Zeche Gut Glück & Wrangel stillgelegt wurde. Im Jahr 1928 wurde die Berechtsame durch den Besitzer der Zeche Taugenicht erworben. Am 1. Juni desselben Jahres wurde die Gewerkschaft Taugenicht in Gewerkschaft Cleverbank umbenannt. Anschließend wurden die Berechtsamen St. Josephus und Rudolphsbank erworben. Ein tonnlägiger Förderschacht mit einer flachen Teufe von 150 Metern (70 Meter seiger) war in Betrieb. Es wurde auf vier Sohlen Abbau betrieben, die Wettersohle lag bei einer flachen Teufe von 70 Metern. Im Jahr 1932 wurde zur Abwetterführung ein Tagesüberhauen aufgefahren. 1933 war das Baufeld 3610 Meter streichend und 290 Meter querschlägig aufgefahren. 1934 umfasste die Berechtsame 13 Längenfelder. 1935 wurde die Erbstollengerechtigkeit des Laurentius-Erbstollen erworben, der Laurentius-Erbstollen wurde umbenannt in Laurentius-Stollen. Außerdem wurden weitere westlich der Markscheide gelegene Längenfelder erworben. Die Gesamtberechtsame umfasste nun 18 Längenfelder. 1936 war die Ausrichtung der neuen Baufelder im Bereich des Hammer-Pleßbachtales abgeschlossen, in dem neuen Baufeld gab es einen Schacht und einen Stollen.
Im Jahr 1940 erfolgte der Durchschlag mit dem Laurentius-Stollen, dadurch war eine Verbindung mit den neu erworbenen Baufeldern im Hammertal erstellt. Im selben Jahr wurde die Berechtsame der stillgelegten Zeche Blankenburg erworben. Die Berechtsame umfasste nun 18 Längenfelder und ein Geviertfeld. Im Jahr 1941 wurden die Tagesanlagen und die Förderung ins Hammertal verlegt, die Zeche wurde umbenannt in Zeche Taugenicht. 1945 wurde die Zeche wieder umbenannt in Zeche Cleverbank. Der vorhandene Förderschacht hatte eine seigere Teufe von 70 Metern, die zur Fördersohle eine flache Teufe 170 Metern. 1946 hatte die Berechtsame eine Feldesgröße von 1,5 km2. Die tiefste Sohle des Bergwerks lag bei 150 Metern. Der Abbau erfolgte in den Längenfeldern Thuegut, Taugenicht, Sybilla, Anna, Rudolfsbank, Saldenberg, Rummelskirchen einschließlich Nebenbank, Dorothea, St. Josephus I und II einschließlich Beilehn, Lebrecht, Friedrich August und Julius. Außerdem in Teilen der Geviertfelder Charlotte im Herbeder Holz, Neu-Scheven, Alexius und Drachenfels I. 1951 wurde das Geviertfeld I mit einer Größe von 0,25 km2 von der Zeche Vereinigte Bommerbänker Tiefbau erworben. Im Jahr 1952 wurde ein Plan zur Sümpfung der 1925 stillgelegten Zeche Blankenburg erstellt. 1953 war das Baufeld 3.500 Meter streichend und 820 Meter querschlägig aufgefahren. 1954 wurden im Hammertal neue Tagesanlagen errichtet, die Förderung ins Hammertal erfolgte über einen Stollen. Am 15. Juni 1955 ging das Bergwerk in Konkurs und wurde durch die Bayer AG in Leverkusen erworben. Anschließend erfolgte die Umbenennung in Zeche Pleßbach.

### Die Zeit als Pleßbach

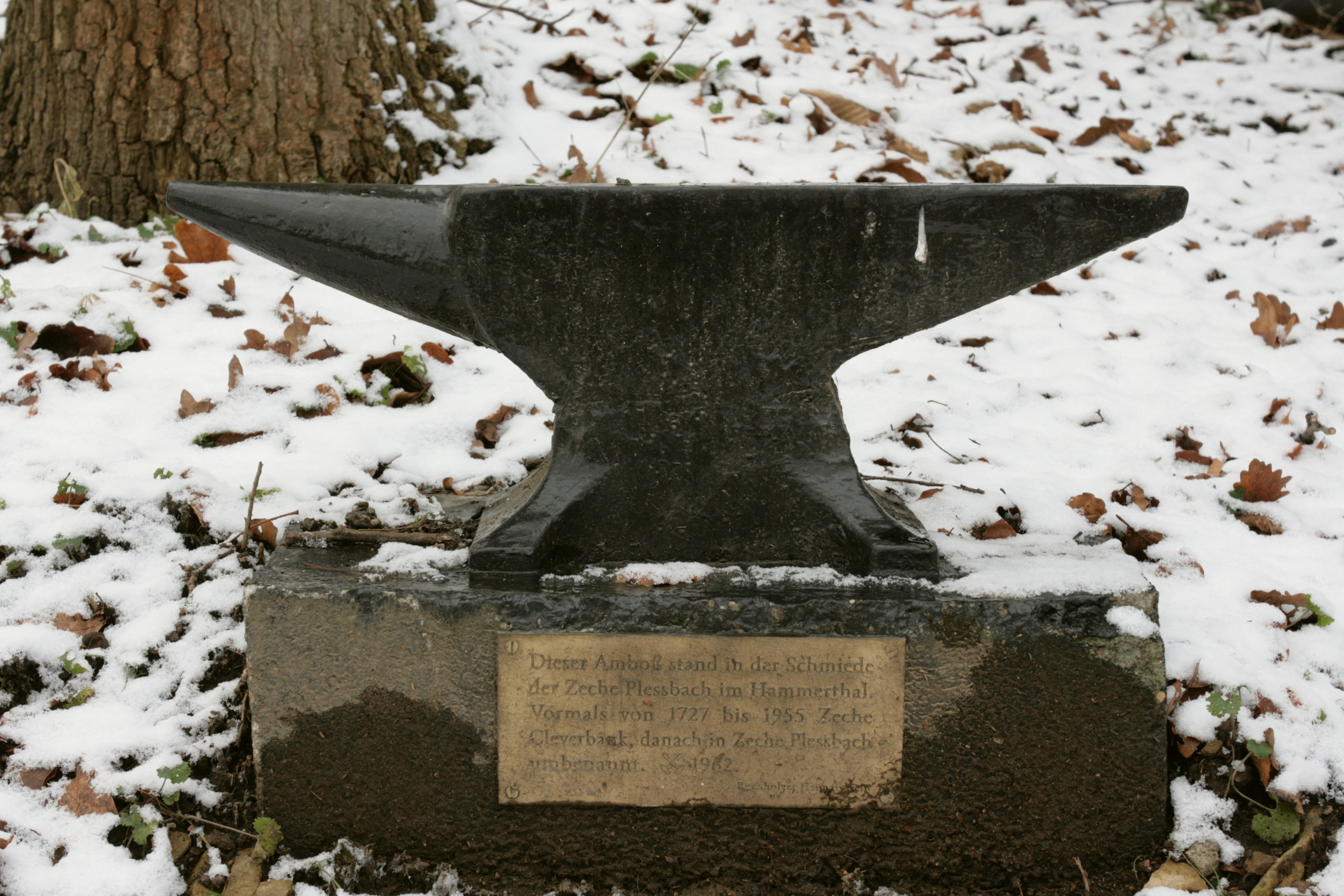
Amboss aus der Schmiede der Zeche Cleverbank/Pleßbach

Am 15. Juni 1955 erfolgte die Umbenennung der Zeche Cleverbank in Zeche Pleßbach, auch genannt Zeche Plessbach. Die Eigentümergesellschaft der Zeche Pleßbach war eine Tochtergesellschaft der Farbenfabriken Bayer Leverkusen. Im Jahr 1955 umfasste die Berechtsame 18 Längenfelder, ein Geviertfeld und das Pachtfeld Blankenburg. Es war ein tonnlägiger Schacht in Betrieb, die Fördersohle lag bei einer seigeren Teufe von 70 Metern (150 Meter flach). Die tiefste Sohle war mittels Blindschacht angesetzt worden und lag bei einer seigeren Teufe von 150 Metern. Das Bergwerk hatte einen Förderstollen, den Laurentius-Stollen. Der Abbau erfolgte überwiegend im Baufeld Blankenburg.
Am 1. Oktober 1955 wurde die Berechtsame Elisabethenglück angepachtet, die Zeche Elisabethenglück war jedoch weiterhin eigenständig in Betrieb. Im Jahr 1958 umfasste die Berechtsame 24 Längenfelder, 6 Geviertfelder und das Pachtfeld Blankenburg. Bis zum Jahr 1961 wurde ein zwei Kilometer langer Verbindungsquerschlag zwischen der Zeche Elisabethenglück und der Zeche Pleßbach aufgefahren. Noch im Jahr 1961 erfolgte der Durchschlag zwischen den beiden Bergwerken. Die Förderung erfolgte zum Pleßbachtal durch den Laurentius-Stollen. Am 1. Oktober desselben Jahres wurde das Bergwerk umbenannt in Zeche Neu-Pleßbach.

### Die Jahre als Neu-Pleßbach
Die Zeche Neu-Pleßbach war am 1. Oktober 1961 aus der Zusammenlegung der Zeche Pleßbach mit der Zeche Elisabethenglück entstanden. Auf dem Baufeld Pleßbach waren zu diesem Zeitpunkt ein tonnlägiger Förderschacht mit einer seigeren Teufe von 70 Metern und ein Stollen vorhanden. Die tiefste Sohle war über einen Blindschacht angebunden und lag bei einer seigeren Teufe von 150 Metern. Das Baufeld Elisabethenglück hatte einen seigeren Förderschacht, den Schacht Elisabethenglück. Die Hauptfördersohle lag bei einer Teufe von 112 Metern (+72 Meter NN). Beide Baufelder waren über einen 2 Kilometer langen Verbindungsquerschlag, der im Niveau des Laurentius-Stollens lag, miteinander verbunden. Am 30. November 1962 wurde die Zeche Neu-Pleßbach stillgelegt. Das Grubengebäude Pleßbach war im Jahr 1997 auf der Stollensohle noch offen und befahrbar.

## Förderung und Belegschaft
Auf dem Bergwerk wurden zwei Sorten Steinkohle gefördert, Esskohlen und Magerkohlen. Die ersten Belegschaftszahlen stammen aus dem Jahr 1755, es waren fünf Bergleute auf dem Bergwerk angelegt. Die ersten Förderzahlen des Bergwerks stammen aus dem Jahr 1907, mit acht Bergleuten wurden 230 Tonnen Steinkohle abgebaut. 1909 wurden mit acht Bergleuten 1676 Tonnen Steinkohle abgebaut. 1911 wurden 1411 Tonnen Steinkohle abgebaut, die Förderung wurde mit acht Bergleuten erbracht. Im Jahr 1928 Förderanstieg auf 13.141 Tonnen, diese Förderung wurde mit 40 Beschäftigten erbracht. Im Jahr 1930 leichter Förderanstieg auf 14.274 Tonnen, diese Förderung wurde mit 48 Beschäftigten erbracht. Im Jahr 1935 Förderanstieg auf 19.937 Tonnen, diese Förderung wurde mit 68 Beschäftigten erbracht. Im Jahr 1938 wurden rund 38.000 Tonnen Steinkohle gefördert.
Im Jahr 1940 wurden mit 82 Bergleuten 32.261 Tonnen Steinkohle gefördert. Im Jahr 1945 sank die Förderung auf 15.560 Tonnen, diese Förderung wurde mit 66 Bergleuten erbracht. Die maximale Förderung wurde im Jahr 1950 erbracht. Mit 111 Bergleuten wurden 35.832 Tonnen Steinkohle gefördert. Im Jahr 1954 wurden mit 22 Beschäftigten 15.394 Tonnen Steinkohle gefördert. Im Jahr 1955 wurden 11.252 Tonnen Steinkohle gefördert, die Förderung wurde mit 143 Beschäftigten erbracht. Im Jahr 1956 wurde mit 164 Beschäftigten eine Förderung von 25.685 Tonnen Steinkohle erbracht. Im Jahr 1958 lag die Förderung bei 40.000 Tonnen Steinkohle. Im Jahr 1959 wurden mit 188 Bergleuten 40.985 Tonnen Steinkohle gefördert. 1960 wurden mit 175 Bergleuten rund 36.000 Tonnen Steinkohle gefördert. Ab 1961 wurden fördertäglich 500 Tonnen Steinkohlen abgebaut. Die maximale Förderung wurde im Jahr der Zusammenlegung erbracht, es wurden mit 321 Bergleuten 77.735 Tonnen Steinkohle gefördert. Dies sind die letzten bekannten Förder- und Belegschaftszahlen des Bergwerks.